# Cryptosoma cristatum
Cryptosoma cristatum is een krabbensoort uit de familie van de Calappidae. De wetenschappelijke naam van de soort is voor het eerst geldig gepubliceerd in 1837 door Brullé.